# Боффен, Данни
Даниэль Эдуард Боффе́н (фр. Danny Boffin; родился 10 июля 1965, Синт-Трёйден, Бельгия) — бельгийский футболист, известный по выступлениям за «Сент-Трюйден», «Льеж», «Андерлехт», «Мец» и сборную Бельгии. Участник чемпионатов мира 1994, 1998 и 2002 годов.

## Клубная карьера
Боффен начал свою карьеру в клубе из родного города «Сент-Трюйден» в возрасте 11 лет. В 1985 году он дебютировал за основную команду. В 1987 году вместе с своим будущим партнёром по сборной Бельгии Марком Вильмотсом они помогли команде выйти в Жюпиле лигу.
После удачной игры за «Сент-Трюйден» на Боффена обратили внимание многие бельгийские команды. В 1987 году он перешёл «Льеж». Инициатором перехода стал тренер команды Робер Васеж. В сезоне 1988/89 он помог клубу пробиться в зону УЕФА. Данни помог «Льежу» пробиться в 1/8 финала соревнования, поучаствовал в разгроме люксембургского «Униона» и победе над португальской «Бенфикой».
В 1990 году Боффен выиграл в составе клуба Кубок Бельгии, а также помог команде выйти в основной турнир Лиги чемпионов.
Летом 1991 года Данни подписал контракт с «Андерлехтом». В составе нового клуба Боффен трижды выиграл чемпионат Бельгии. Он довольно быстро стал одним из лидеров команды, и даже когда в середине 90-х многие футболисты «фиолетовых» уехали за рубеж, Данни остался в клубе, оказавшись самым возрастным футболистом.
В 1997 году в возрасте 32-х лет Боффен перешёл во французский «Мец». Он провёл в команде три сезона и был одним из ключевых футболистом наряду в Робером Пиресом. В своём первом сезоне Данни помог клубу завоевать серебряные медали Лиги 1. Несмотря на уверенную игру, в силу возраста контракт с Боффеном продлён не был.
Несмотря на большое количество предложение от других клубов, Данни вернулся на родину в родной «Сент-Трюйден». Он помог команде покинуть зону вылета и закрепиться в середине таблицы, а также дойти до финала кубка страны. В январе 2004 года Боффен перешёл в «Стандард». Данни получил несколько травм, но, несмотря на солидный возраст, принял участие в четырёх встречах. По окончании сезона Боффен покинул клуб. Из-за отсутствия предложений он принял решение завершить карьеру.

## Международная карьера
23 августа 1989 года в товарищеском матче против сборной Дании Боффен дебютировал за сборную Бельгии. В 1994 году он был включён в заявку национальной команды на участие в чемпионате мира в США. На турнире Данни сыграл в трёх встречах против Марокко, Саудовской Аравии и Германии.
3 июня 1998 года в матче против сборной Колумбии забил свой первый гол за сборную. В том же году он во второй раз поехал на чемпионат мира. На турнире Боффен сыграл только в двух поединках против Нидерландов и Мексики. Во встрече против мексиканцев он в начале матча получил травму колена и был заменен на Герта Верхейена.
В 2000 году Боффен вместе с лучшим снайпером чемпионата Бельгии Тони Броньо были исключены из заявки сборной на домашний Евро в последний момент.
В 2002 году тренер бельгийцев Робер Васеж всё же взял Боффена на чемпионат мира в Японии и Южной Корее, но в качестве запасного. Данни не провёл на поле ни минуты. Сразу после окончания первенства 36-летний Боффин закончил карьеру в национальной команде. За сборную он провёл 53 встречи и забил 1 гол.

## Достижения
«Льеж»
- Обладатель Кубка Бельгии — 1989/90

 «Андерлехт»
- Чемпионат Бельгии по футболу — 1992/93
- Чемпионат Бельгии по футболу — 1993/94
- Чемпионат Бельгии по футболу — 1994/95
- Обладатель Кубка Бельгии — 1993/94
- Обладатель Суперкубка Бельгии — 1991
- Обладатель Суперкубка Бельгии — 1993
- Обладатель Суперкубка Бельгии — 1994
- Обладатель Суперкубка Бельгии — 1995